# 2242 Balaton
2242 Balaton eller 1936 TG är en asteroid i huvudbältet, som upptäcktes den 13 oktober 1936 av den ungerska astronomen György Kulin i Budapest. Den har fått sitt namn efter Balatonsjön, Ungerns största sjö.
Asteroiden har en diameter på ungefär 5 kilometer och den tillhör asteroidgruppen Flora.